# IC 1391
IC 1391 је елиптична галаксија у сазвјежђу Водолија која се налази на листи објеката дубоког неба у Индекс каталогу.
Деклинација објекта је - 0° 30' 41" а ректасцензија 21h 35m 0,4s. Привидна величина (магнитуда) објекта IC 1391 износи 14,7 а фотографска магнитуда 15,7. IC 1391 је још познат и под ознакама MCG 0-55-7, CGCG 376-10, PGC 67002.